# ホラズムFC
ホラズムFC (ウズベク語: «Xorazm» Futbol Klubi、ロシア語: Футбольный клуб «Хорезм») はウズベキスタン・ホラズム州のウルゲンチを本拠地とするプロサッカークラブである。クラブは2019年現在、ウズベキスタン・プロリーグ(2部相当)に所属している。

## 概要
前身となるクラブは1972年に創設され、同州のホンカに本拠地を置いていたが、1989年に創設された現クラブに置換された。前身クラブを引き継ぎ、ソヴィエト連邦2部リーグに参加した。
1993年にホラズム州リーグ(3部相当)で優勝した。各地域リーグ優勝チームで行われる1部リーグ(2部相当)昇格トーナメントに参加し、自力での昇格はならなかったもののウズベキスタンサッカー連盟により翌シーズンの1部リーグ参加が決定した。ホラズム州のクラブとしては初の快挙であった。
1994年シーズンは以前にもクラブの指揮経験のあるヴァレリー・ヴァシレンコを監督に招へいして臨んだ。初戦は1994年4月9日にチルチクのキミヨガルと対戦し、2-1で勝利した。シーズンを通して苦しい戦いが続き、18チーム中17位でシーズンを終えたが、リーグ拡張により降格チームがなかった恩恵を受けかろうじて残留した。シーズン途中に加入し、チーム内得点王になったのはのちに監督になるヴァリ・スルタノフであった。
1995年シーズンはリーグのフォーマットが変更になり、計26チームが所属地域ごとに東西2つの地区に分けられ、クラブは西地区に所属した。監督がバホディル・ミルザエフに後退するとクラブは経験豊富な選手を補強し強化。最終的に西地区1位でシーズンを終え、各地区上位6チームで争われる決勝グループに参加。決勝グループも1位で終え、初の1部リーグからわずか2シーズンでウズベキスタン全国リーグへの参加を決めた。ヴァリ・スルタノフが18ゴールを挙げ得点ランク3位に入った。
2008年シーズン、クラブは1部リーグで優勝しウズベク・リーグへと昇格した。2010年シーズン、クラブの監督にヴァーリ・スルタノフが就任したもののリーグ最下位に終わり、再度1部リーグに降格することとなった。以降は1部リーグに所属している。

## クラブ名の変遷
- 1972年: FCヤンギアリク
- 1975年: ハンキ・ヤンギアリク
- 1976年: ホラズム・ヤンギアリク
- 1977年: ホラズム・ハンカ
- 1987年: ハンキ・コルホーズ40オクミャブリャ
- 1989年: ジェイフン・ウルゲンチ
- 1991年: クルフチ・ウルゲンチ
- 1994年: ホラズム・ウルゲンチ
- 1995年: ディナモ・ウルゲンチ
- 1997年: ホラズム・ウルゲンチ
- 2002年: ジェイフン・ウルゲンチ
- 2003年: ホラズム2003ウルゲンチ
- 2006年: ホラズムFCウルゲンチ

## 歴代所属選手
- バフティヤール・アシュルマトフ 2009
- マクシム・アガポフ（英語版） 2012-

## テクニカルスタッフ
| 役職                 | 氏名                         |
| -------------------- | ---------------------------- |
| 監督                 | ヴァーリ・スルタノフ         |
| 助監督               | アリムジャン・ラフマノフ     |
| スカウト             | ミハイル・キム               |
| リザーブチーム監督   | ジャハーンギール・スルタノフ |
| リザーブチーム助監督 | ウルグベク・アブドゥラエフ   |
| ドクター             | ノルマト・エルナファソフ     |
| フィジカルコーチ     | ヴァレリー・ユスポフ         |

## スタッフ
| 役職                 | 氏名                         |
| -------------------- | ---------------------------- |
| 市長・クラブ会長     | アラベルガン・アラベルガノフ |
| 副市長・クラブ副会長 | ウスマン・ジュマガルディエフ |
| 社長                 | ヴァーリ・スルタノフ         |
| 副社長               | ババムラード・アブドゥラエフ |
| クラブ代表           | アラベルガン・マトニヤゾフ   |
| 会計                 | ザリプ・アフメドフ           |
| 運営                 | カフラマン・マシャリポフ     |
| 広報                 | カミル・ラフマティラエフ     |